# Antalya (provins)
Antalya er en provins, der ligger i det sydvestlige Tyrkiet ud til Middelhavet. De største byer er Antalya og Alanya. Den antikke område Lykien falder delvist i Antalya provinsen.
37°N 31°Ø / 37°N 31°Ø